# Euxesta laffooni
Euxesta laffooni är en tvåvingeart som beskrevs av Steyskal 1952. Euxesta laffooni ingår i släktet Euxesta och familjen fläckflugor.
Artens utbredningsområde är Vanuatu. Inga underarter finns listade i Catalogue of Life.